# تييري أميل
تييري أميّل (بالفرنسية: Thierry Amiel)‏ هو مغني فرنسي، ولد في 18 أكتوبر 1982 في مارسيليا في فرنسا.

## وصلات خارجية
- الموقع الرسمي
- تييري أميل على موقع IMDb (الإنجليزية)
- تييري أميل على موقع ميوزك برينز (الإنجليزية)
- تييري أميل على موقع ديسكوغز (الإنجليزية)